# Осиково (Тырговиштская область)
Осиково (болг. Осиково) — село в Болгарии. Находится в Тырговиштской области, входит в общину Попово. Население составляет 105 человек (2022).

## Политическая ситуация
В местном кметстве Осиково, в состав которого входит Осиково, должность кмета (старосты) исполняет Петыр Станчев Петров (коалиция в составе 2 партий: Гражданский союз за новую Болгарию (ГСНБ), Федерация Активного Гражданского Общества (ФАГО)) по результатам выборов правления кметства.
Кмет (мэр) общины Попово — Людмил Веселинов (коалиция в составе 2 партий: Федерация Активного Гражданского Общества (ФАГО), Гражданский союз за новую Болгарию (ГСНБ)) по результатам выборов 2007 года в правление общины.

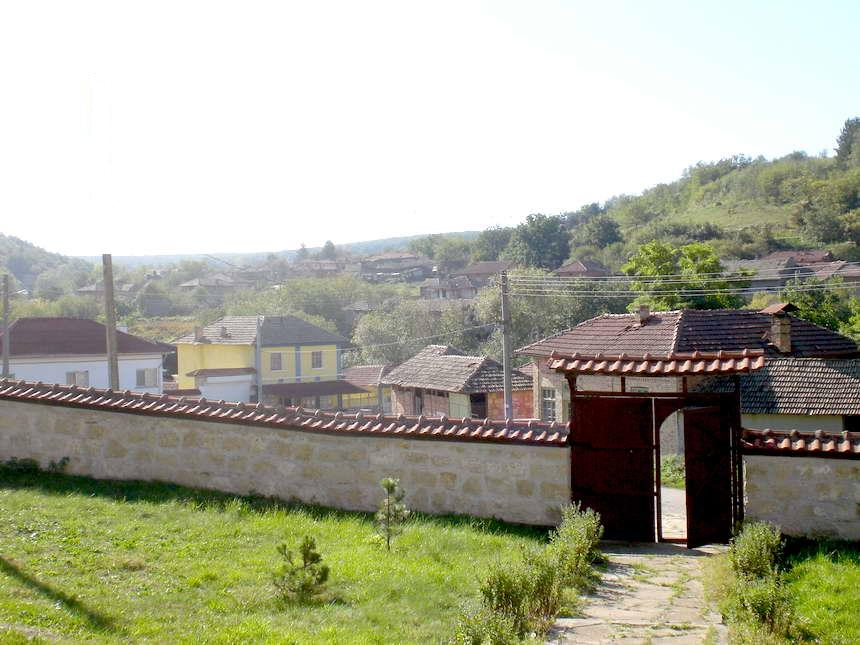
Вид на село